# Chính sách thị thực của Pakistan
Du khách tới Pakistan phải xin thị thực từ một trong những phái bộ ngoại giao của Pakistan. Phái bộ ngoại giao của Pakistani tại nước ngoài cung cấp nhiều loại thị thực, và một số du khách có thể xin thị thực tại cửa khẩu nếu họ đi theo tour hoặc đi công tác. Pakistan không cung cấp thị thực tại cửa khẩu cho khách du lịch đi lẻ, mặc dù công dân một số quốc gia được miễn thị thực đến Pakistan.

## Bản đồ chính sách thị thực

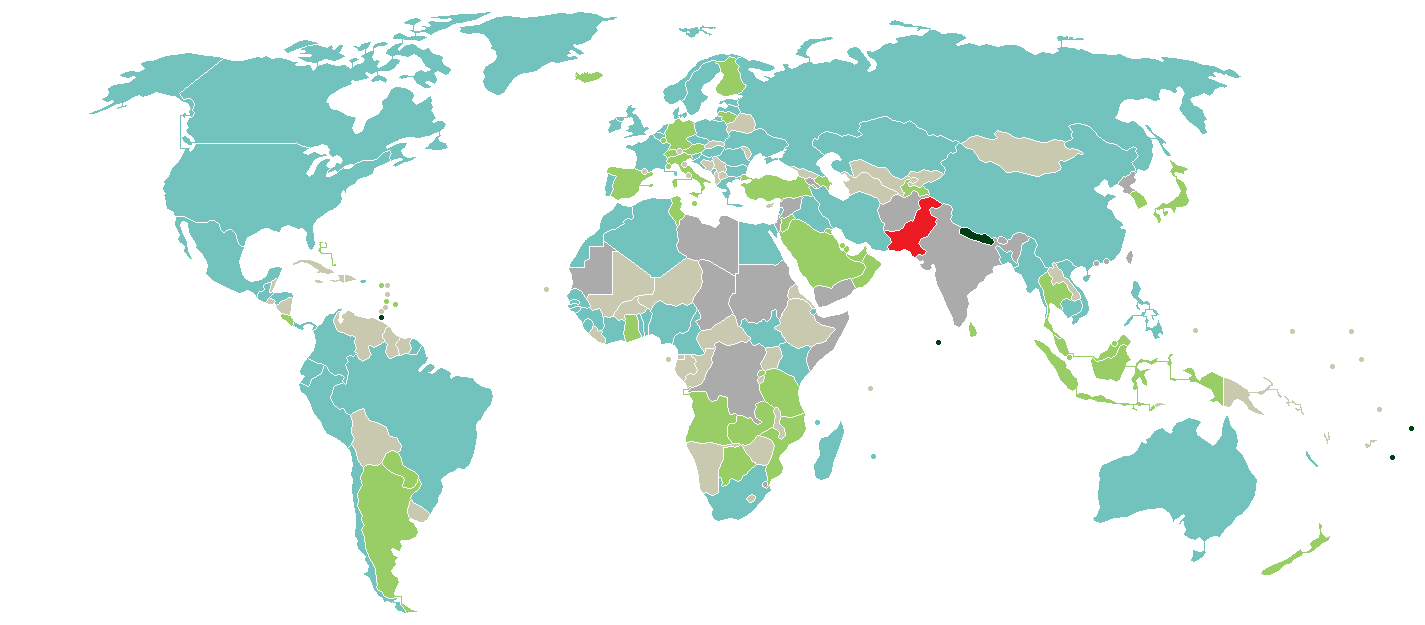
Chính sách thị thực của Pakistan
Pakistan
Miễn thị thực
Có thể xin thị thực công tác tại cửa khẩu
Có thể xin thị thực công tác hoặc thị thực tour du lịch tại cửa khẩu
Cần đăng ký với cảnh sát
Cần xin thị thực
Không được xin thị thực du lịch. Tất cả các loại thị thực khác cần được kiểm tra bởi Bộ Nội vụ trước khi cấp, và người sở hữu thị thực phải đăng ký với cảnh sát.

## Miễn thị thực
Công dân của 5 quốc gia sau được miễn thị thực đến Pakistan.
| - Maldives tối đa 3 tháng; - Nepal tối đa 1 tháng; - Samoa tối đa 1 tháng; - Tonga - Trinidad và Tobago |

| Ngày thay đổi thị thực |
| --- |
| Danh sách này không đầy đủ, bạn cũng có thể giúp mở rộng danh sách. Đã hủy: - 1 tháng 10 năm 2015: Zambia - Tháng 1 năm 2017: Iceland |

## Công dân Pakistan hải ngoại và người gốc Pakistan
Ngoài ra, miễn thị thực bởi người có thẻ gốc Pakistan (POC, một lạoi thẻ căn cước với người Pakistan hải ngoại (NICOP), hoặc hộ chiếu có dấu "Miễn thị thực" cấp bởi chính quyền Pakistan
Công dân Thổ Nhĩ Kỳ với thị thực có hiệu lực của Khối Schengen, Anh Quốc hoặc Hoa Kỳ được xin thị thực tại cửa khẩu.

## Thị thực tại cửa khẩu

### Thị thực công tác
Công dân đến từ 67 quốc gia sau có thể xin thị thực tại cửa khẩu nếu đi công tác lên đến 30 ngày, nếu họ có một người bảo lãnh địa phương đã xin phê duyệt từ cơ quan xuất nhập cảnh tại cửa khẩu du khách định nhập cảnh, và nếu họ có một trong những giấy tờ sau: thư giới thiệu từ Phòng Thương mại và Công nghiệp (CC&I) tại quốc gia cư trú, thư mời từ một tổ chức kinh doanh được giới thiệu bởi một tổ chức thương mại tại Pakistan.
| - Tất cả công dân Liên minh Châu Âu trừ Bulgaria và Croatia \| - Argentina - Úc - Azerbaijan - Bahrain - Bosna và Hercegovina - Brasil - Brunei - Canada - Chile - China - Ai Cập - Iceland - Indonesia - Iran - Nhật Bản - Jordan - Kazakhstan - Kuwait - Malaysia - Mauritius - Mexico \| - Maroc - New Zealand - Na Uy - Oman - Philippines - Sri Lanka - Qatar - Nga - Ả Rập Xê Út - Singapore - Nam Phi - Hàn Quốc - Thụy Sĩ - Thái Lan - Thổ Nhĩ Kỳ - Turkmenistan - Hoa Kỳ - Ukraina - Các Tiểu vương quốc Ả Rập Thống nhất - Việt Nam \| \| | |  |
| - Argentina - Úc - Azerbaijan - Bahrain - Bosna và Hercegovina - Brasil - Brunei - Canada - Chile - China - Ai Cập - Iceland - Indonesia - Iran - Nhật Bản - Jordan - Kazakhstan - Kuwait - Malaysia - Mauritius - Mexico | - Maroc - New Zealand - Na Uy - Oman - Philippines - Sri Lanka - Qatar - Nga - Ả Rập Xê Út - Singapore - Nam Phi - Hàn Quốc - Thụy Sĩ - Thái Lan - Thổ Nhĩ Kỳ - Turkmenistan - Hoa Kỳ - Ukraina - Các Tiểu vương quốc Ả Rập Thống nhất - Việt Nam |  |

Chính sách này được đưa ra năm 2006 và tháng 4 năm 2014 họ thông báo rằng chính sách này sẽ được thay thế bởi chính sách qua lại mà cho phép doanh nhân của những nước cũng áp dụng chính sách tương tự với doanh nhân Pakistan.

### Thị thực nhóm tour
Công dân đến từ 24 quốc gia sau có thể xin thị thực tại cửa khẩu để ở lại tối đa 30 ngày, nếu họ đi du lịch theo nhóm qua qua một trong những tour được chỉ định Lưu trữ ngày 31 tháng 7 năm 2020 tại Wayback Machine:
| - Áo - Bỉ - Canada - Trung Quốc - Đan Mạch - Phần Lan - Pháp - Đức - Hy Lạp - Iceland - Ý - Nhật Bản | - Luxembourg - Malaysia - Hà Lan - Na Uy - Bồ Đào Nha - Singapore - Hàn Quốc - Tây Ban Nha - Thụy Điển - Thái Lan - Anh Quốc - Hoa Kỳ |  |

## Thị thực du lịch
Thị thực du lịch được cấp cho công dân của 182 quốc gia, trừ Ấn Độ. Thị thực được cấp để ở lại 90 ngày, cho phép nhập cảnh hai lần. Du khách sở hữu thị thực này được ở lại quá hạn thị thực 15 ngày, nhưng phải trả phí $10. Ở lại quá hạn lâu hơn phải trả nhiều tiền hơn. Có thể gia hạn tối đa 6 tháng.

## Hộ chiếu ngoại giao và công vụ

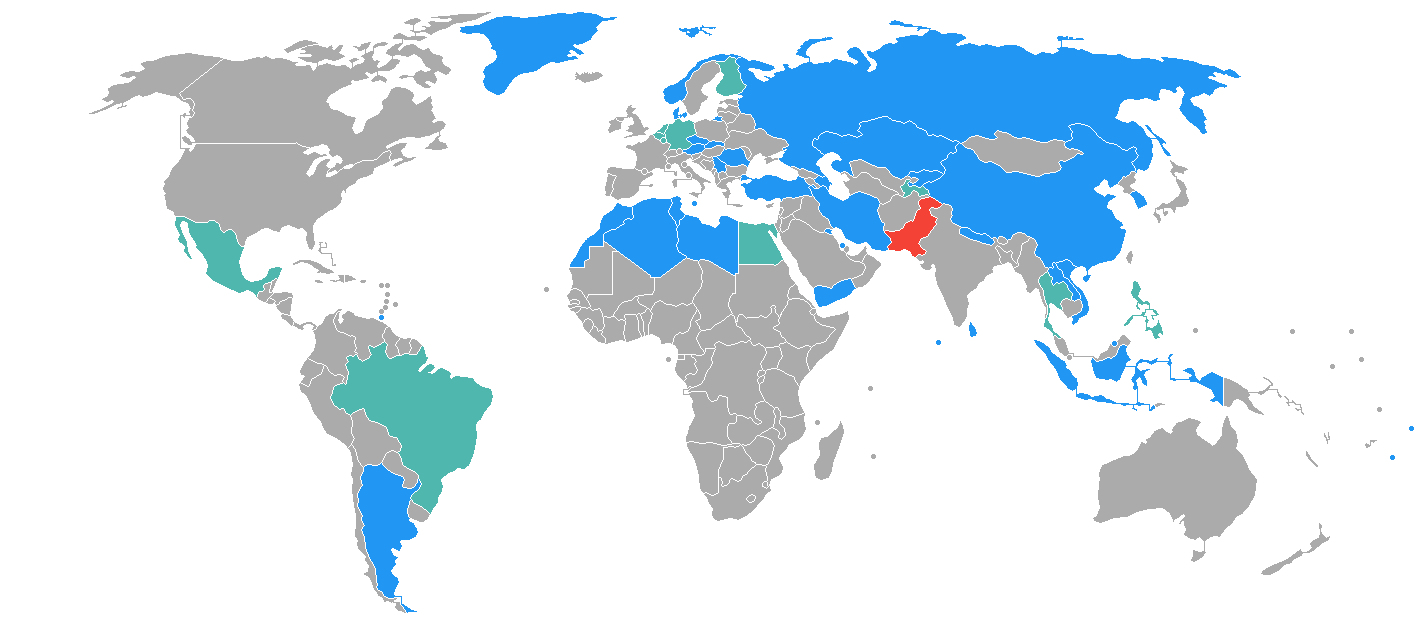
Pakistan
Miễn thị thực với hộ chiếu ngoại giao và công vụ
Miễn thị thực với hộ chiếu ngoại giao

Pakistan Có thỏa thuận bãi bỏ thị thực với người sở hữu hộ chiếu ngoại giao và công vụ của những quốc gia sau:
| - Algeria - Argentina - Áo - Azerbaijan - Bahrain - Bỉ (chỉ hộ chiếu ngoại giao) - Brazil (chỉ hộ chiếu ngoại giao) - Brunei - Trung Quốc - Cộng hòa Séc - Đan Mạch - Ai Cập (chỉ hộ chiếu ngoại giao) - Phần Lan (chỉ hộ chiếu ngoại giao) - Đức (chỉ hộ chiếu ngoại giao) | - Indonesia - Iran - Kazakhstan - Kuwait - Kyrgyzstan - Lào - Libya - Luxembourg (chỉ hộ chiếu ngoại giao) - Malta - Mexico (chỉ hộ chiếu ngoại giao) - Maroc - Hà Lan (chỉ hộ chiếu ngoại giao) - Na Uy - Philippines (chỉ hộ chiếu ngoại giao) | - Romania - Nga - Serbia - Slovakia - Hàn Quốc - Sri Lanka - Tajikistan (chỉ hộ chiếu ngoại giao) - Thái Lan (chỉ hộ chiếu ngoại giao) - Tunisia - Thổ Nhĩ Kỳ - Việt Nam - Yemen |

Thỏa thuận miễn thị thực với hộ chiếu ngoại giao và đặc biệt được ký với  Síp vào tháng 7 năm 2017 và chưa được thông qua.
Thỏa thuận miễn thị thực với hộ chiếu ngoại giao được ký với  Turkmenistan vào tháng 1 năm 2018 nhưng chưa được thông qua.

## Đăng ký bắt buộc
Du khách đến từ các quốc gia sau phải đăng ký với cảnh sát khi nhập cảnh Pakistan:
| - Ấn Độ - Bangladesh - Bhutan - Israel | - Nigeria - Palestine - Somalia - Uganda |  |